# Блеризм

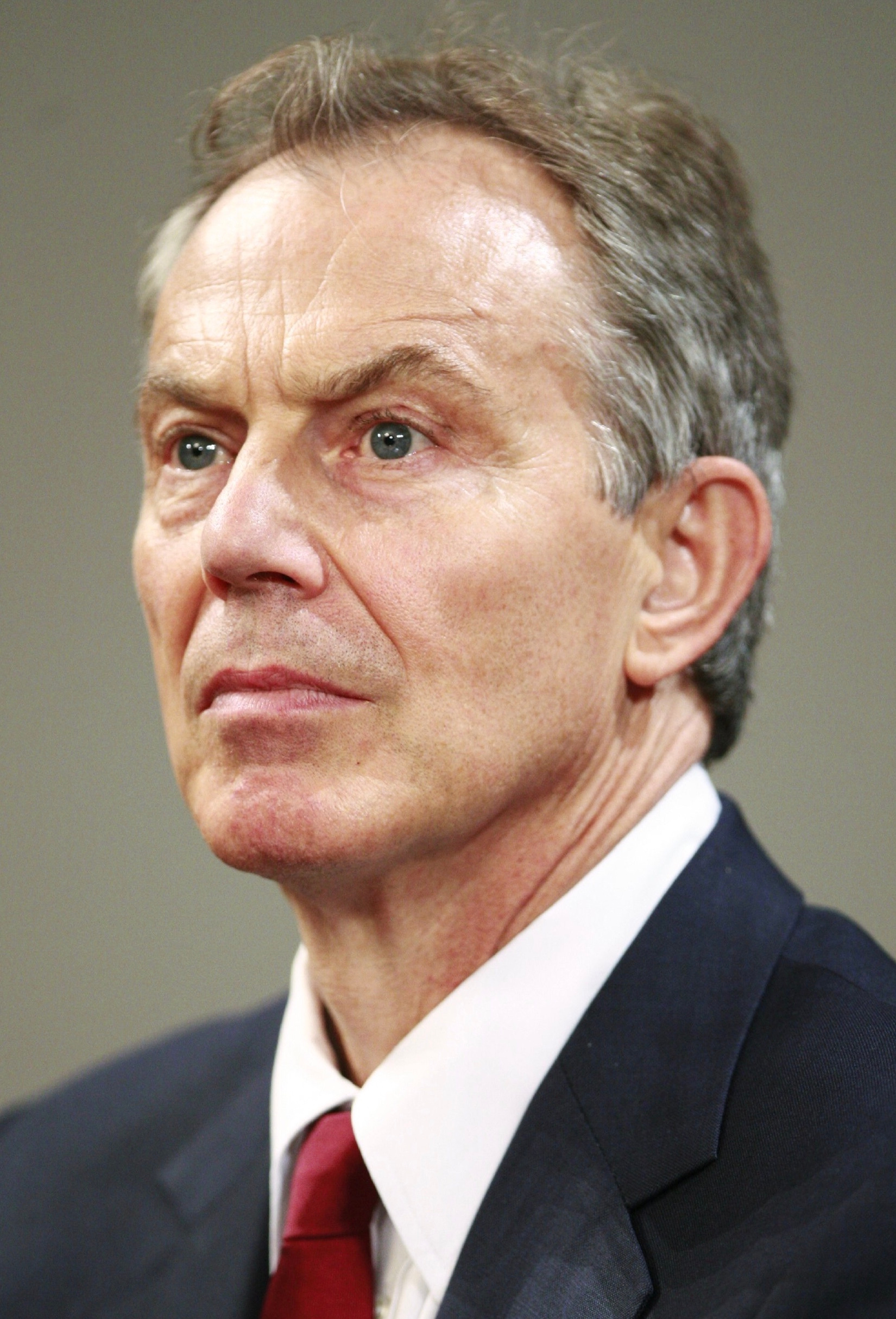
Тоні Блер

Блеризм — термін у британській політиці, що пов'язаний з політичною ідеологією колишнього лідера Лейбористської партії і прем'єр-міністра Тоні Блера, який покинув обидві посади в 2007 році. Прихильники блеризму звуться блеристами. Блеризм часто порівнюється з третім шляхом.